# Tim Tom Norden

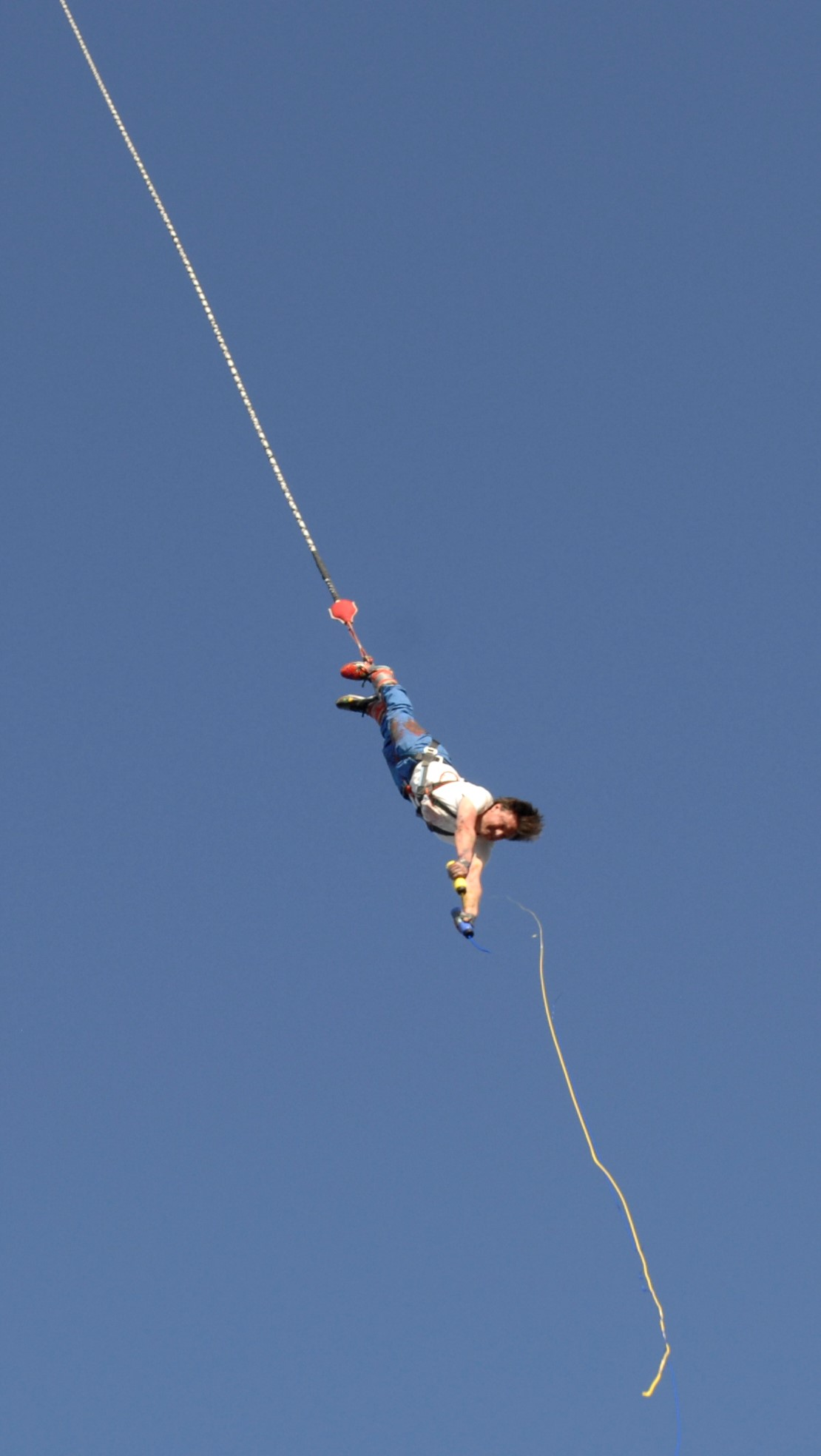
Tim Tom Norden (2018)

Tim Tom Norden (* 29. November 1963 als Thomas Maria Seikmann in Salzburg) ist ein zeitgenössischer österreichischer Maler, bekannt durch Pop-Art-Bildertrilogien, die aus großer Höhe, z. B. vom Kran oder beim Bungeespringen, überdrippt (übermalt) werden.

## Leben
Norden besuchte von 1974 bis 1983 das Bundesrealgymnasium in Salzburg-Nonntal. Dort wurde er erstmals mit den Werken von Jackson Pollock und Roy Lichtenstein vertraut. Dies prägte seine spätere künstlerische Laufbahn. 1983 übersiedelte Norden nach Wien und studierte Kulturtechnik sowie Wirtschafts- und Sozialwissenschaften. Neben dem Studium schuf Norden erste Ölbilder, alle nur in einer einzigen Farbe.
Nach Beendigung des Studiums malte Norden neben seinem Beruf als Immobilienentwickler großformatige Ölbilder mit Motiven wie keltischen Runen und sakralen Kreuzen, meist in im Rohbau befindlichen Räumen in den von ihm entwickelten Shoppingcentern.
1995 übersiedelte Norden nach Bratislava und gründete die Gallery Thoha (1999 bis 2009). In der Gallery Thoha organisierte Norden viele große Ausstellungen, wie jene von Hermann Nitsch im Jahr 2000, und stellte dort auch seine eigenen Werke aus.
1999 wählte Norden den nach Norden ausgerichteten Kompass als Symbol und kreierte ein Siegel, das fortan die Unterschrift in Form von einem Stempel in buntem Siegellack unter seinen Gemälden darstellte.
2009 kehrte Norden nach Wien zurück und lebt seit 2010 im Wienerwald. Norden ist seit 2009 verheiratet und hat vier Söhne.

## Werk
Norden begann mit großformatiger Aktmalerei um 1985, ab 1990 folgten sakrale Elemente und Zeichen; ab 2010 wandte er sich dem Action Painting zu.
Seit 2013 malt Norden ausschließlich Pop Art in Verbindung mit Action Painting. Dabei malt Tim Tom Norden schwarze Konterfeis von Personen und Objekten, die dann in dreifacher Ausfertigung auf Leinwände gedruckt werden. Mehrere dieser Bildserien werden mit Farben aus großer Höhe bespritzt, beschüttet und gedrippt. Danach wird jeweils ein Bild jeder Serie entfernt und der Übermalprozess fortgesetzt. Das letzte Bild der Trilogie wird meist von einem Bungeekran mit Farben besprungen.
Aus zunehmender Entfernung betrachtet, gewinnen die Darstellungen trotz Übermalung wieder an Klarheit.
Durch den Aufprall der Farbe aus großer Höhe entstehen eigene Farbstrukturen auf den Leinwänden. Norden unterzeichnet neben dem Siegel mittels Fingerabdruck auf dem angehefteten Echtheitszertifikat.
Den Großteil der Erlöse aus den Verkäufen seiner Bilder spendete Norden an wohltätige Organisationen.

## Werkauswahl
- Bluebirth (keltische Rune), 2003
- Jackson Pollock, Birthday 2013 (römische Zahlen)
- Pablo Picasso, 2017
- Marilyn Monroe, Trilogie 2017
- Elvis Presley, Trilogie 2017
- Coca-Cola, Trilogie 2018
- Dagobert Duck, Trilogie 2018
- Micky Maus, Trilogie 2018

## Ausstellungen (Auswahl)
- 1999: Gallery Thoha – Sk-82104 Bratislava, Slowakei (Ausstellung gemeinsam mit Mária Markus, Erika Jakubčinová u. a.)
- 2001: Gallery Thoha – SK-82104 Bratislava (Ausstellung mit Hermann Nitsch nach dessen Soloausstellung[6] u. a.)
- 2003: Gallery Thoha – SK-82104 Bratislava (Soloausstellung)
- 2005: Gallery Thoha – SK-82104 Bratislava (Ausstellung gemeinsam mit Filip Kulisev)
- 2013: Opus 28 – HR-49223 Sv.Križ-Začretje (Ausstellung gemeinsam mit Josip Rubes[7], Darko Kovačević, Petra Šoltić)[8]
- 2018: Hilton am Stadtpark/Hartinger Fine Arts[9] – A-1010 Wien (Solo Ausstellung mit Auktion)[10]

## Kunstmarkt
Bei einer Auktion in Wien durch den Pop-Art-Galeristen Gerald Hartinger zu Gunsten der St. Anna Kinderkrebsforschung wurden 2018 für 9 Bilderserien 120.000 Euro erzielt. Dabei erreichte die Trilogie „Elvis Presley“ 25.000 Euro und die Trilogie „Dagobert Duck“ 30.000 Euro.

## Bücher
2020: Actionpopart Part 1, Books on Demand, ISBN 978-3-7526-8894-8